# Rostocker Lichtwoche

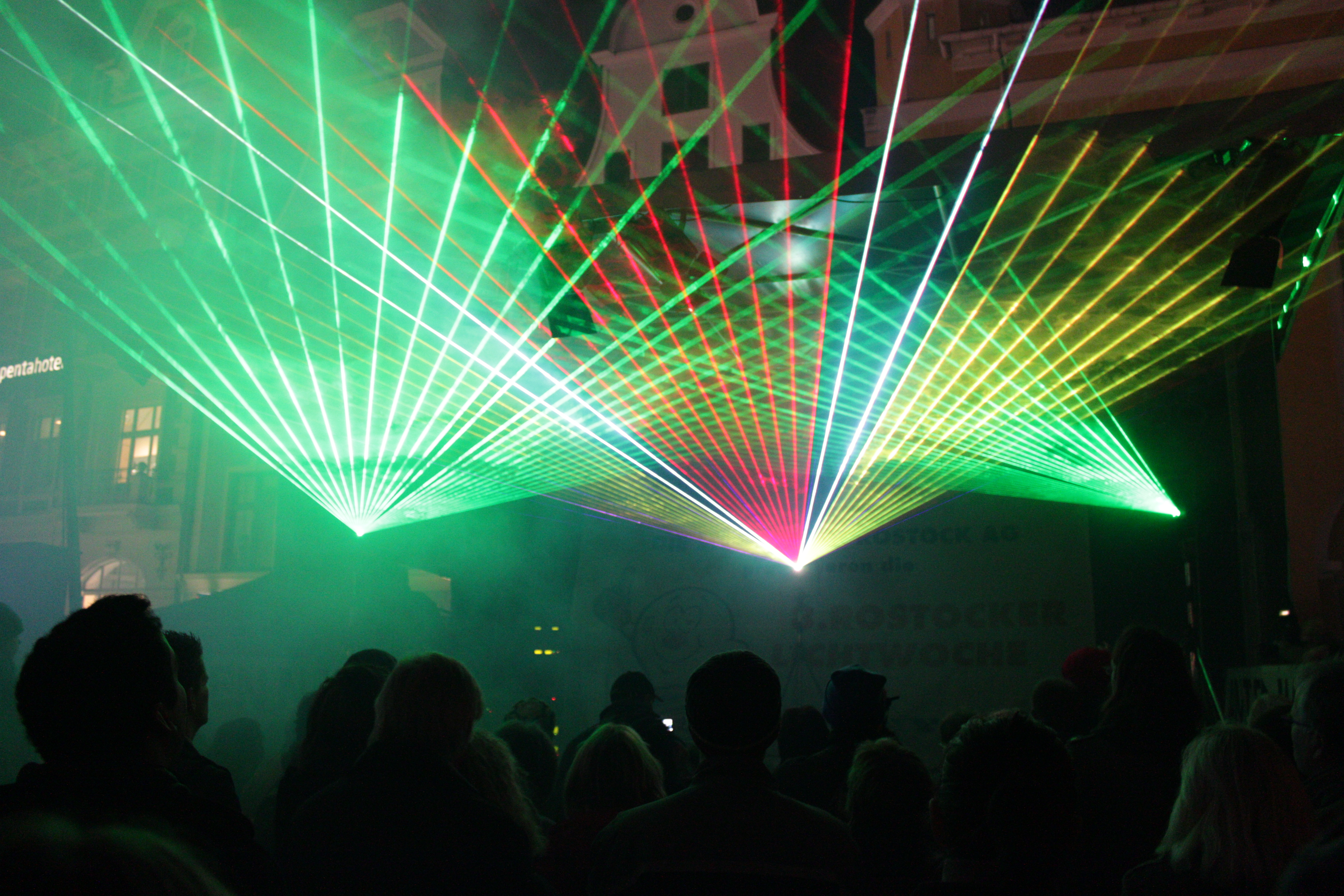
Lasershow bei der Rostocker Lichtwoche

Jedes Jahr findet in der ersten Novemberwoche die Rostocker Lichtwoche statt. Dafür werden öffentliche Gebäude der Stadt Rostock mit Lichtinstallationen beleuchtet. Im Zentrum der Veranstaltung steht vor allem der Universitätsplatz der Universität Rostock und das Haus der Stadtwerke Rostock AG. Die Lichtwoche wird vom Energiedienstleister Stadtwerke Rostock AG ausgerichtet und fand in der heutigen Form erstmals 2001 statt.  Ziel der Veranstaltung ist es, nach der Zeitumstellung im Oktober, Licht, Energie und Wärme in die Stadt zu bringen. Außerdem soll mit dem Veranstaltungsprogramm und dem Sammeln von Spenden, das soziale, kulturelle und sportliche Leben, innerhalb der Region unterstützt werden.

## Geschichte

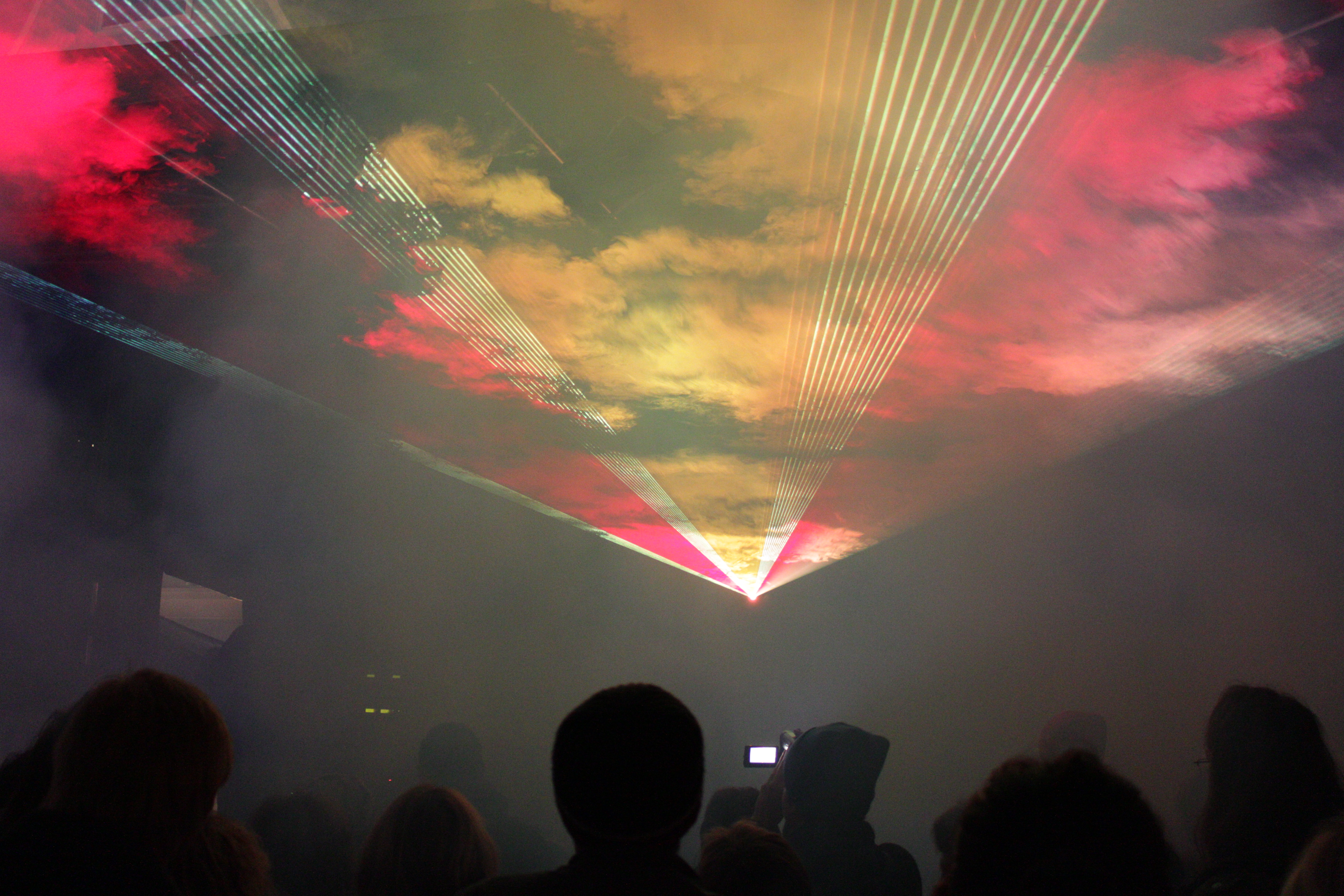
Lasershow bei der Rostocker Lichtwoche

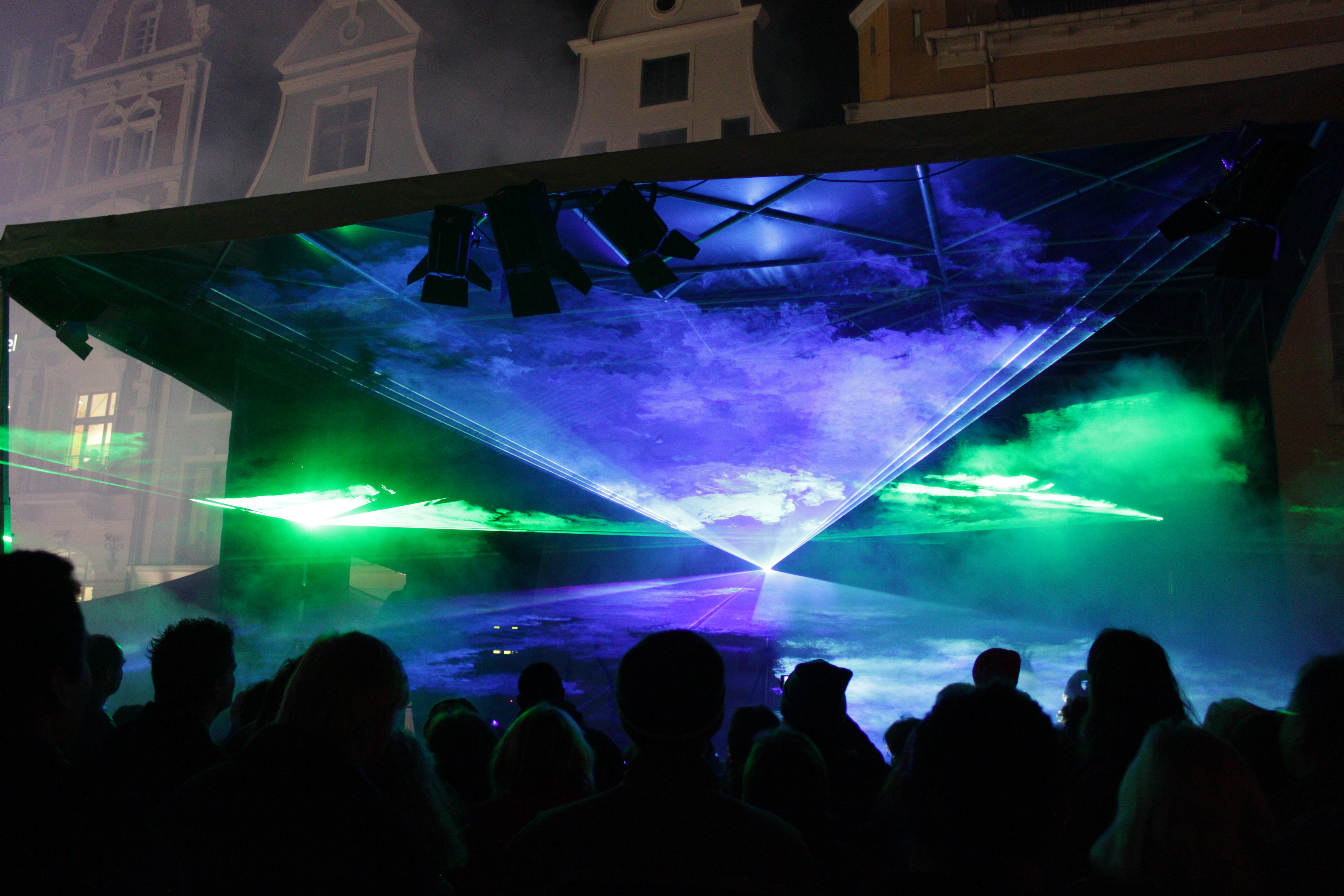
Lasershow bei der Rostocker Lichtwoche

Die Rostocker Lichtwoche geht zurück auf die Lichttage des Jahres 1928. Mit Hilfe der Lichttage präsentierten Unternehmen, welchen Nutzen die Menschen durch Elektrizität im Alltag haben. Diese Veranstaltung wurde schließlich in Zusammenarbeit von Studenten und den Stadtwerken Rostock in Form der Rostocker Lichtwoche neu aufgesetzt.

## Nachhaltigkeit und Umweltschutz
Auch der Umweltschutz spielt bei der Veranstaltung eine Rolle: 2011 wurden erstmals hauptsächlich LED-Leuchtmittel verwendet, um Energie zu sparen. 2014 erfolgte dann der vollständige Umstieg auf LED-Beleuchtung. Zur Müllvermeidung wurden 2019, auf Wunsch der Bürger, Mehrwegbecher für die Veranstaltung verwendet.

## Technik und Installationen
2011 wurde, laut Stadtwerkevorstand Oliver Brünnich, in etwa der Jahresenergieverbrauch eines Einfamilienhauses für die Lichtwoche benötigt. 2014 waren es dann etwas weniger als 5.000 Kilowattstunden Strom, was ungefähr dem Jahresenergieverbrauch eines durchschnittlichen 4-Personen-Haushalts entspricht. Hier wurden ca. 1.200 Kilometer Kabel verlegt und ca. 400 Lichtpunkte installiert.
2014 fand in der Region um Rostock erstmals eine sogenannte Pixelmapping Show statt. Hierfür wurden zunächst Fotos vom Barocksaal erstellt und anschließend mit Bildprogrammen bearbeitet. Zu Eröffnung der Veranstaltung wurden schließlich zwei- und dreidimensionale Formen auf die Fassade projiziert.
2019 wurden zudem fünf Meter hohe, aufblasbare Installationen aufgestellt, die durch LED-Strahler beleuchtet wurden.

## Glühweinspende
Die gesamten Einnahmen des Getränkeverkaufs während der Rostocker Lichtwoche werden an gemeinnützige Vereine der Region gespendet. Hierfür können sich sozial, kulturell oder sportlich engagierte Vereine um eine Spende beim Veranstalter bewerben.
| Jahr     | Spendenbetrag   |
| -------- | --------------- |
| bis 2010 | ca. 22.000 Euro |
| 2011     | 8.650 Euro      |
| 2012     | 8.000 Euro      |
| 2013     | 9.600 Euro      |
| 2014     | 12.000 Euro     |
| 2015     | 10.400 Euro     |
| 2016     | 10.000 Euro     |
| 2017     | 14.000 Euro     |
| 2018     | 13.500 Euro     |
| 2019     | 14.000 Euro     |

## Programm
Die Veranstaltung wird durch verschiedene Programmpunkte gestaltet: 2009 wurde die Lichtwoche beispielsweise durch Vorträge und Experimente ergänzt. Seit 2010 findet die Reihe Kunst auf der Treppe statt, bei der täglich ein Konzert von Studenten der Hochschule für Musik und Theater Rostock gegeben wird. Des Weiteren können Besucher an Laternenumzügen, historischen Stadtführungen, sowie an Fotoworkshops und einem Fotowettbewerb teilnehmen. Seit 2014 wird die Veranstaltung anhand einer sogenannten Pixelmapping Show eröffnet, bei der Bilder auf die Fassade des Barocksaals am Universitätsplatz projiziert werden. Die architektonischen Besonderheiten des Bauwerkes werden so hervorgehoben und Einblicke in die Geschichte des Gebäudes sowie der Universität Rostock gegeben. Auch Straßenkünstler und Stelzenläufer sind Teil des Programms. An den letzten beiden Tagen der Lichtwoche, freitags und samstags, findet eine Laser- und Feuershow am Hauptgebäude der Universität Rostock, meist zu einem bestimmten Motto, statt. 2015 gab es zudem erstmals einen sogenannten Sternenmarsch bei dem Fackeln aus verschiedenen Himmelsrichtungen zum Universitätsplatz gebracht werden sollten, um metaphorisch das Licht der Welt in die Stadt Rostock zu bringen.
2011 wurden, anlässlich des zehnjährigen Jubiläums, Postkarten, sowie eine auf 10.000 Exemplare limitierte Sonderzeitung produziert und während der Veranstaltung von Zeitungsjungen in historischer Kleidung verteilt.

### Benefizkonzert
Jedes Jahr wird während der Rostocker Lichtwoche ein Benefizkonzert der Young Academy Rostock (Yaro) der Hochschule für Musik und Theater Rostock im Barocksaal am Universitätsplatz Rostock gegeben. Mit dem Erlös des Kartenverkaufs sollen zusätzlich soziale und kulturelle Vereine und Projekte der Umgebung unterstützt werden.